# Augustin Sibille
Pour les articles homonymes, voir Sibille.
Augustin Sibille (né à Troyes le 1er octobre 1724, mort à Troyes le 11 février 1798) est un ecclésiastique qui fut évêque constitutionnel de l'Aube de 1791 à 1798.

## Biographie
Augustin Sibille né à Troyes est depuis trente ans le curé de la paroisse Saint-Pantaléon de Troyes lorsqu'il prête le serment à la Constitution civile du clergé le 30 janvier 1791. Le 20 mars suivant il est élu par l'assemblée départementale évêque constitutionnel du département de l'Aube. Il est sacré à Paris le 3 avril par Jean-Baptiste Gobel et prend possession de son diocèse le 17 avril.
Fin 1793 le chargé de mission de la Convention nationale Alexandre-Charles Rousselin Corbeau de Saint-Albin décrète l'abolition des cultes et la fermetures des églises. Sibille accepte cette décision et procède même à l'union d'un prêtre de son diocèse puis d'une religieuse. Il cesse ensuite d'exercer ses fonctions le 18 novembre 1793. Cette attitude soumise lui vaut de ne pas être inquiété pendant la Terreur. Par contre quand la Convention thermidorienne rétablit la liberté de culte en 1795 il est tenu à l'écart par les autorités religieuses, il n'est pas convié au Concile de 1797 et ne retrouve l'usage de sa cathédrale qu'en novembre 1797. Il meurt dès le 11 février 1798 sans s'être rétracté.